# 普法爾茨-錫門
普法爾茨-錫門（德語：Pfalz-Simmern）是德國維特爾斯巴赫王朝的分支，屬於維特爾斯巴赫王朝長系（普法爾茨系）。

普法爾茨-錫門徽章

德意志國王魯普雷希特於1410年去世後，長子路德維希三世成為普法爾茨選侯，次子斯特凡成為普法爾茨-錫門-茨魏布呂肯伯爵。斯特凡去世後，領地分裂為錫門與茨魏布呂肯。
普法爾茨-錫門於1685年絕嗣，由茨魏布呂肯的長系普法爾茨-諾伊堡繼承。

## 普法爾茨-錫門伯爵
1. 斯特凡
2. 腓特烈一世
3. 約翰一世
4. 約翰二世

## 普法爾茨選侯
1. 腓特烈三世
2. 路德維希六世
3. 腓特烈四世
4. 腓特烈五世
5. 卡爾一世
6. 卡爾二世